# ジョン・アーリ

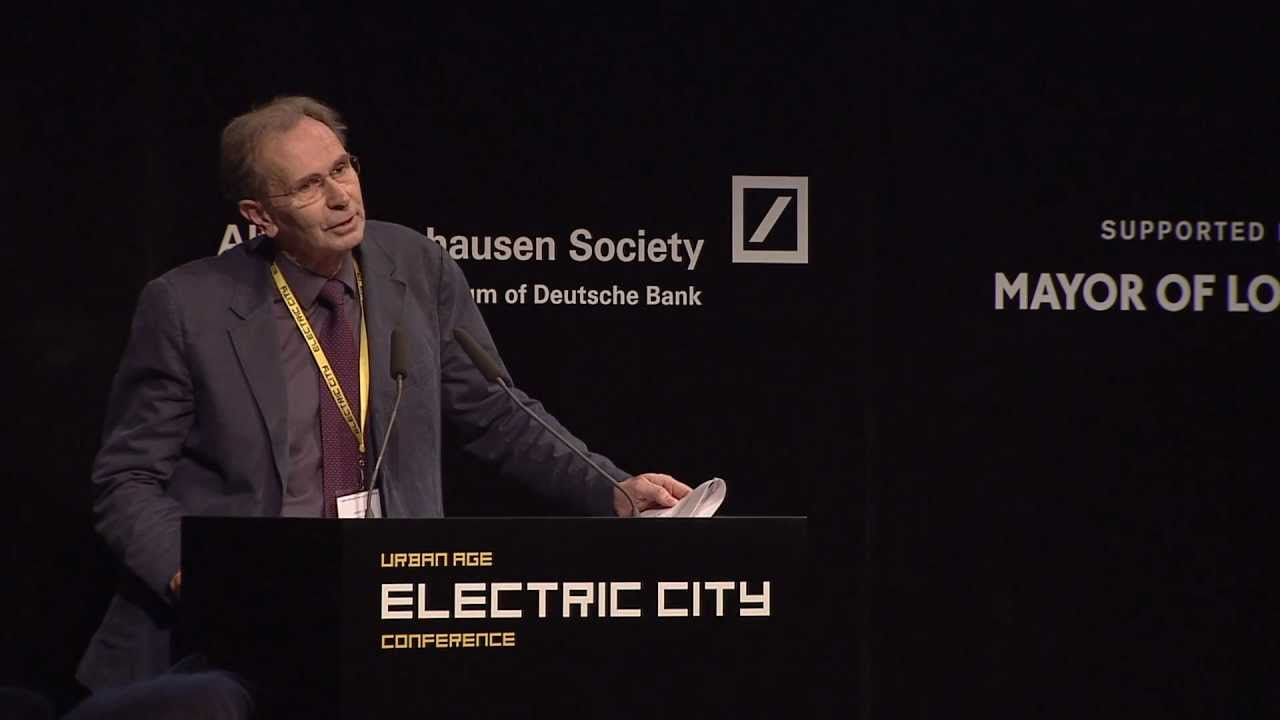
ジョン・アーリ

ジョン・アーリ（John Urry、1946年6月1日 - 2016年3月18日）は、イギリスの社会学者。ランカスター大学社会学科教授（ディスティングイッシュトプロフェッサー）。スコット・ラッシュとの共著や観光社会学の研究、さらに2000年以降は「移動の社会学」によって世界的に知られている。

## 来歴
ロンドン生まれ。ケンブリッジ大学で経済学を学んだ後、1972年に同大学大学院で社会学の博士号を取得。1970年にランカスター大学に赴任。社会学科の講師、助教授を務める。1983年からは1989年まで社会学科長、1989年から1994年まで社会科学部長。ほかに、CeMore所長、英国ロイヤル・ソサエティ・オブ・アーツフェローなど。

## 研究歴
アーリの当初の研究関心は、国家権力、革命の社会学的分析にあり、ランカスター大学に赴任以後ラッセル・キートらとともに批判的実在論に基づく社会科学の方法論の研究に従事するとともに、アルチュセール流の構造主義、ネオ・グラムシ主義などの批判的検討を進めた。
1980年代に入ると、以上の理論的知見をベースに、次のような複数の研究領域に関心を広げた。
1. 都市および地域の実証研究による、社会空間論、地域経済論
2. 西側資本主義社会における経済・社会変動の分析（スコット・ラッシュとの一連の共著）
3. 観光産業、消費者サービス業の成長がもたらす経済、環境、文化的変容の分析（『観光のまなざし』）

1990年代以降は、「自然の社会学」、環境社会学にも研究関心を広げるとともに、以上の研究が「場所」をキーワードに論じられるようになる（『場所を消費する』）。
さらに、2000年以降は、上述の「場所性」に加えて、「移動」や「複雑性」を焦点にして、それまでの研究をつなぎ合わせるような「動的な理論」構築に努めている（『社会を越える社会学』、『グローバルな複雑性』、『モビリティーズ』)。

## キーワード

### 観光のまなざし
アーリは、ミシェル・フーコーの「まなざし」の概念を用いて、近代の観光現象に迫ろうとしている。アーリいわく、「観光とは、日常から離れた景色、風景、町並みなどに対してまなざしを投げかけること」である。
アーリは、フーコーにならい、近代人が身につけたのは、対象を可視的世界の客体としてのみ理解する「鑑識眼」というまなざしであったと指摘する。こういった視覚中心主義が観光に入り込む契機となったのは、科学的「鑑識眼」はもとより、その大衆バージョンであるカメラ、旅行ガイドブック、スケッチ、バルコニー、観光地図の発明によってでもあった。さらに、近代産業社会において、大量かつ高速な人・モノの長距離輸送（ひいてはマス・ツーリズム）が発達することで、ツーリストの日常生活空間と観光地とが空間的に断絶したものとして経験されるようになった。
そして、こうした空間の断絶によって、観光地の景観を一方向的かつ客体的に消費する対象として捉える視線が広く生まれることになったのである。この視線は、対象とは別の地平からまなざしを投げかける事で成立するものであり、対象に一方的な意味づけを行うものであった。この「観光のまなざし」は、観光地を前近代の「未開の自然」とする視線を浴びせることで、近代産業社会のツーリスト自身を「秩序だった近代人」として再確認させることになった。すなわち、観光のまなざしは、混沌／秩序と同型の自然／文化の二分法を再生産する装置としても機能したのである。

## 日本における評価
アーリは日本でもよく知られており、たとえば山本哲士は、リュック・ボルタンスキーやスコット・ラッシュとともに、ピエール・ブルデューやアンソニー・ギデンズによる「滞留した社会理論」の次元を超える思考を紡ぐ研究者として高く評価している。北田暁大は『社会を越える社会学』に対して、「具体性と抽象性を往還するなかで理論が生成していく現場を読者は目撃することになる」「スリリングであると同時に論争的でもある」などと論評している。また、地理学やカルチュラル・スタディーズの研究者からもしばしば参照されている。
研究者以外でも、幅広い読者層を得ており、たとえば、小説家の高村薫は、「自動車移動」に焦点を当てたアーリらの共編著書『自動車と移動の社会学』を「人間の未来を垣間見るような、社会学の最前線」として評価している。さらには、2010年の「今年の三点」にも選出しており、「二十世紀を生きた者なら誰でも身体感覚としてもっている感覚を初めて言葉にしてもらった驚き」などと評している。

## 著書

### 単著
- Reference Groups and the Theory of Revolution, (Routledge, 1973).
- The Anatomy of Capitalist Societies: the Economy, Civil Society and the State, (Macmillan, 1981).

清野正義監訳『経済・市民社会・国家――資本主義社会の解剖学』（法律文化社, 1986年）
- The Tourist Gaze: Leisure and Travel in Contemporary Societies, (Sage, 1990).

加太宏邦訳『観光のまなざし――現代社会におけるレジャーと旅行』（法政大学出版局, 1995年）
- Consuming Places, (Routledge, 1995).

吉原直樹・大澤善信監訳『場所を消費する』（法政大学出版局, 2003年）
- Sociology beyond Societies: Mobilities for the Twenty-First Century, (Routledge, 2000).

吉原直樹監訳『社会を越える社会学――移動・環境・シチズンシップ』（法政大学出版局, 2006年、〔新版〕2011年）
- Global Complexity, (Polity Press, 2003).

吉原直樹監訳・伊藤嘉高・板倉有紀訳『グローバルな複雑性』（法政大学出版局, 2014年）　
- Mobilities, (Polity Press, 2007).

吉原直樹・伊藤嘉高訳『モビリティーズ――移動の社会学』（作品社, 2015年）
- Climate Change and Society, (Polity, 2011).
- Societies Beyond Oil: Oil Dregs and Social Futures, (Zed Books, 2013).
- Offshoring, Polity, 2014.

『オフショア化する世界――人・モノ・金が逃げ込む「闇の空間」とは何か?』、高岡文章ほか訳、明石書店、2018

### 共著
- Social Theory as Science, with Russell Keat, (Routledge, 1975).
- Capital, Labour, and the Middle Classes, with Nicholas Abercrombie, (G. Allen & Unwin, 1983).
- The End of Organized Capitalism, with Scott Lash, (Polity Press, 1987).
- Contemporary British Society: A New Introduction to Sociology, with Nicholas Abercrombie, Alan Warde, Keith Soothill and Sylvia Walby, (Polity Press, 1988).
- Economies of Signs and Space, with Scott Lash, (Sage, 1994).

『フローと再帰性の社会学――記号と空間の経済』、中西眞知子ほか訳、晃洋書房、2018
- Contested Natures, with Phil Macnaghten, (Sage, 1998).
- Mobilities, Networks, Geographies, with Jonas Larsen and Kay Axhausen, (Ashgate, 2006).
- After the Car, with Kingsley Dennis, (Polity, 2009).
- Mobile Lives, with Anthony Elliott, (Routledge, 2010).

『モバイル・ライブズ－－「移動」が社会を変える』、遠藤英樹監訳、ミネルヴァ書房、2016
- The Tourist Gaze 3.0 with Jonas Larsen, (Sage, 2011).
- A new industrial future?: 3D printing and the reconfiguring of production, distribution, and consumption with Thomas Birtchnell, Routledge, 2016 .

### 共編著
- Power in Britain: Sociological Readings, co-edited with John Wakeford, (Heinemann, 1973).
- Social Relations and Spatial Structures, co-edited with Derek Gregory, (Macmillan, 1985).
- Place, Policy and Politics: Do Localities Matter?, co-edited with Michael Harloe and C. G. Pickvance, (Unwin Hyman, 1990).
- Touring Cultures: Transformations of Travel and Theory, co-edited with Chris Rojek, (Routledge, 1997).
- Bodies of Nature, co-edited Phil Macnaghten, (Sage, 2001).
- Tourism Mobilities: Places to Play, Places in Play, co-edited with Mimi Sheller, (Routledge, 2004).
- Automobilities, co-edited with Mike Featherstone and Nigel Thrift, (Sage, 2005).

近森高明訳『自動車と移動の社会学』（法政大学出版局, 2010年）　
- Mobile Technologies of the City, co-edited with Mimi Sheller, (Routledge, 2006).
- Aeromobilities: Theory and Method, co-edited with Saulo Cwerner & Sven Kesselring, (Routledge, 2008).
- Mobile Methods, co-edited with Monika Buescher & Katian Witchger, (Routledge, 2010).
- Cities and Fascination: Re-Materialising Cultural Geography, co-edited with Heiko Schmid & Wolf-Dietrich Sahr, (Ashgate, 2011).
- Mobilities: New Perspectives on Transport and Society, co-edited with Margaret Grieco, (Ashgate, 2012).
- Cargomobilities: moving materials in a global age, edited by Thomas Birtchnell, Satya Savitzky and John Urry, Routledge, 2015.